# Casa TW Randall
La Casa T. W. Randall (también conocida como la Casa Randall-Freeman-Leslie) es una casa histórica ubicada en el número 11685 de la Carretera Estatal Northeast 314, en Silver Springs, Florida. Fue inscrita en el Registro Nacional de Lugares Históricos el 6 de abril de 1995.